# Thanasis Valtinos
Thanasis Valtinos, (grekiska: Θανάσης Βαλτινός) född den 16 december 1931 i Karatoula, död 30 oktober 2024 i Aten, var en grekisk författare och manusförfattare

## Utgåvor på svenska[6]
- 1997 – De nios nedstigning ISBN 91-86489-64-X
- 1997 – Berättelsen om Andreas Kordopatis ISBN 91-86489-63-1
- 2009 – Gräset doftar starkt : fem samtida grekiska prosaister ISBN 9789176366554
- 2016 – Brådskande behov av misskund, Thanasis Valtinos, (sv. övers. Michael Economou, Peter Luthersson & Vasilis Papageorgiou) ISBN 9789198280906

## Filmmanus (urval)
- 1972 – Dagarna 36
- 1984 – Resan till Kythera
- 1991 – Storkens dröjande steg